# نوک‌سرخ دریایی

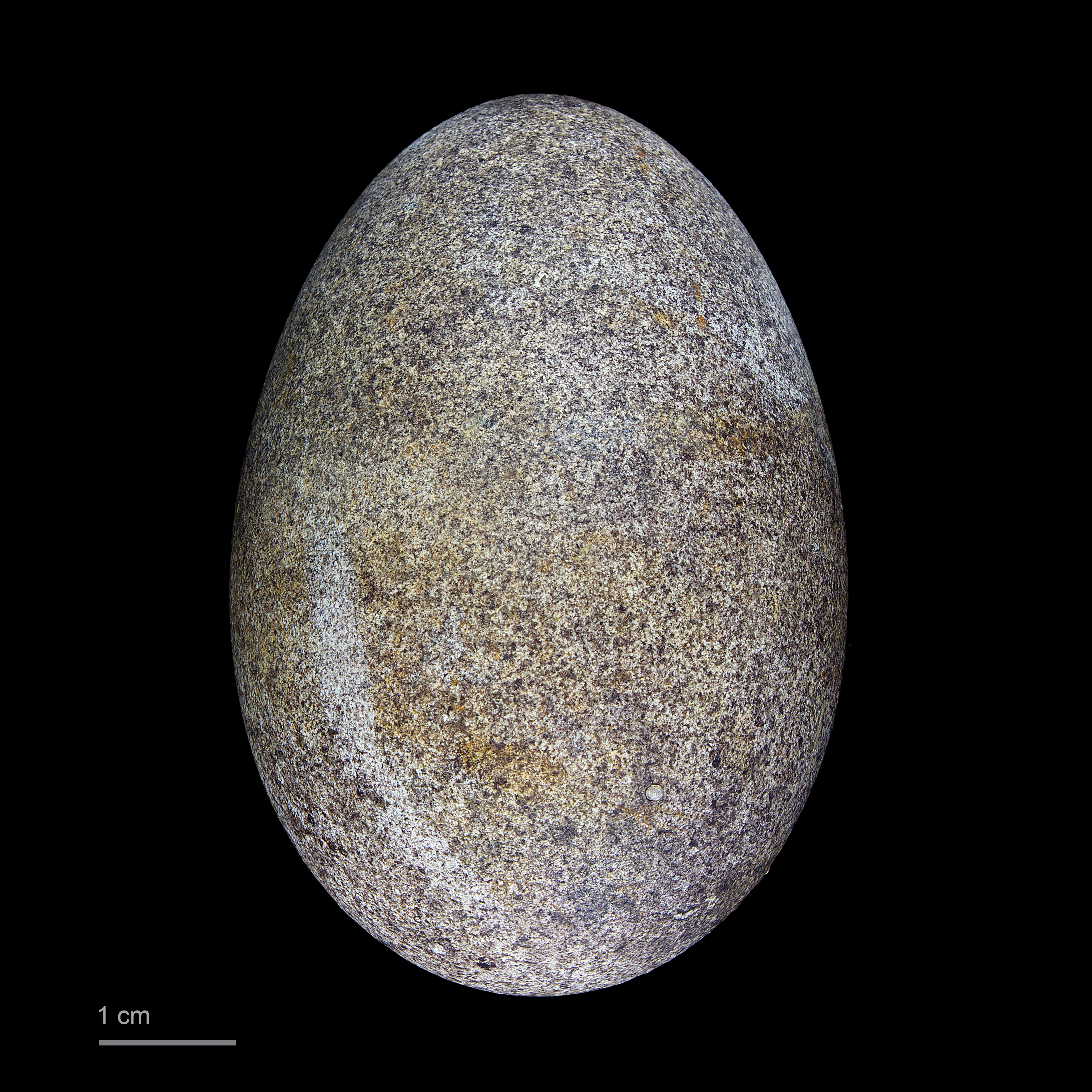
Phaethon aethereus

نوک‌سرخ دریایی (نام علمی: Phaethon aethereus) پرنده‌ای آبزی از راستهٔ نوک‌سرخ‌سانان است که در مناطق گرمسیر اقیانوس اطلس، شرق اقیانوس آرام و اقیانوس هند زیست می‌کند. نوع بالغ این پرنده عمدتاً سفید رنگ و شاه‌پرهای انتهایی سیاه و شاه‌پرهای دم بلند دارد. طول بدن آن به ۴۸ سانتی‌متر و طول بال‌ها به یک متر می‌رسد.

## توضیف ظاهری

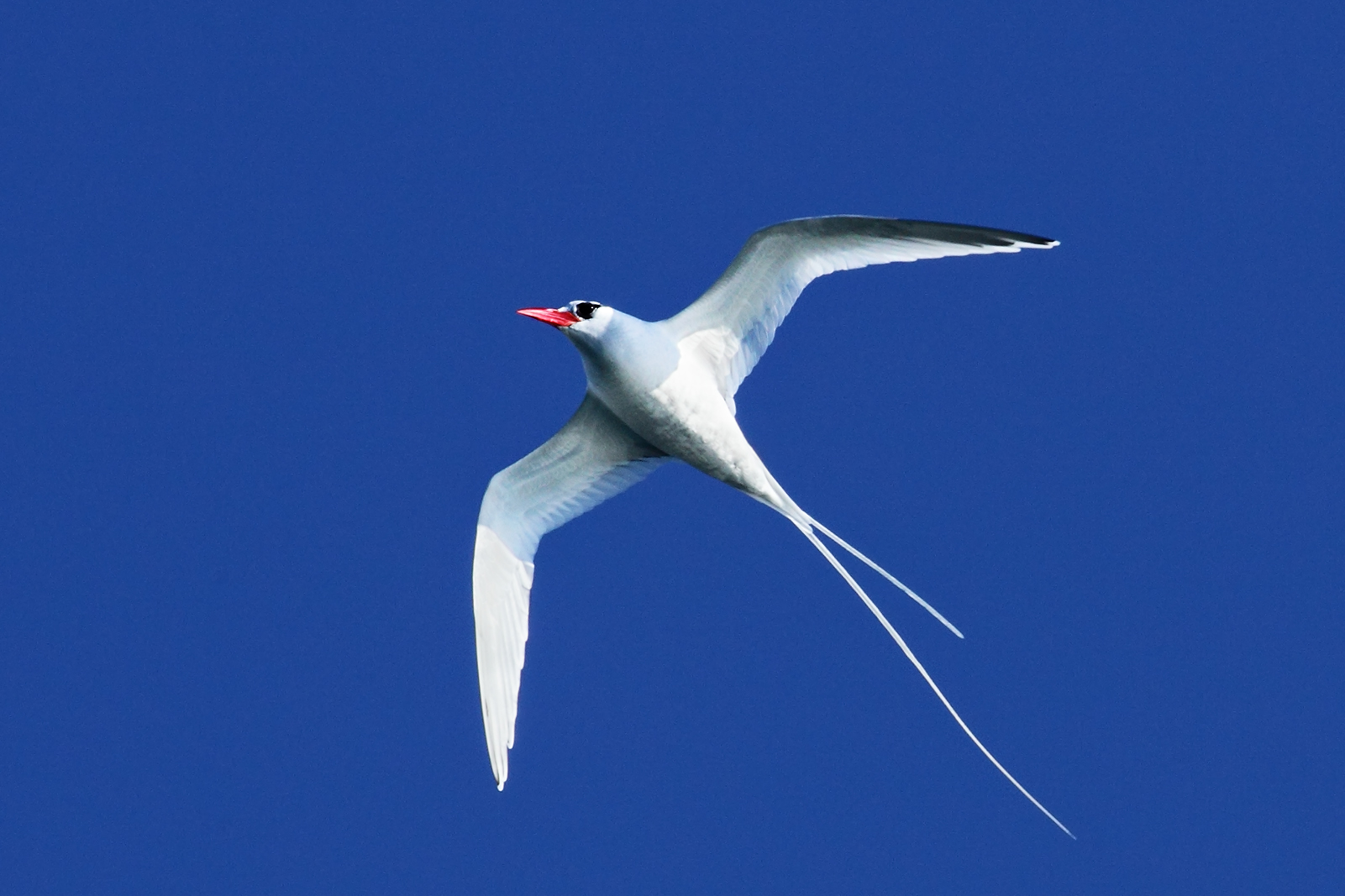
نمایی از نوک‌سرخ دریایی در حال پرواز

نوک‌سرخ دریایی دارای طولی برابر با ۹۸ سانتی‌متر است. دم این پرنده به تنهایی ۵۰ سانتی‌متر طول دارد. منقار به رنگ قرمز و پر و بال به رنگ سفید هستند. شاهپرهای انتهایی سیاه‌رنگ و جفت میانی شاهپرهای دم بسیار بلند و تقریباً به اندازهٔ طول بدن هستند. در نوک‌سرخ‌های نابالغ این شاهپرها هنوز وجود ندارند. سطح پشتی روتنه دارای خطوطی عرضی به رنگ قهوه‌ای مایل به خاکستری است و نوار چشمی سیاه‌رنگی نیز وجود دارد. این پرنده دودیسی جنسی ندارد و نر و ماده همانند هم هستند.

## زیستگاه
نوک‌سرخ دریایی دریازی است و تنها برای تخم‌گذاری به ساحل می‌آید. این پرنده در شکاف سنگ‌های ساحلی یا زیر بوته‌ها آشیانه می‌سازد. این پرنده در گذشته در جزایر جنوبی خلیج فارس و تنگه هرمز دیده شده‌است.